# Ministro da Defesa Nacional da China
O Ministro da Defesa Nacional da República Popular da China (chinês simplificado: 中华人民共和国国防部部长) é o chefe do Ministério da Defesa Nacional da República Popular da China e o segundo cargo mais importantes dentro do Conselho de Estado do país. O ministro geralmente também é um membro do Comitê Central do Partido Comunista da China.
Embora o Ministério em si não exerça muita autoridade, o papel do Ministro da Defesa Nacional sempre foi visto como uma das posições mais importantes no sistema político da República Popular da China. O Ministro é sempre um oficial militar ativo, um Conselheiro de Estado, membro do Comitê Central do Partido Comunista e membro (às vezes Vice-Presidente) da Comissão Militar Central, permitindo-lhe participar de tomadas de decisão no Exército de Libertação Popular, no Governo e no Partido.
Atualmente, o Ministro da Defesa Nacional da República Popular da China encontra-se
desaparecido desde o dia 29 de agosto de 2023.

## Processo de nomeação
De acordo com a Constituição da República Popular da China, a nomeação é feita pelo Primeiro-Ministro e confirmada pelo Congresso Nacional do Povo ou pelo seu Comitê Permanente.

## Lista de Ministros da Defesa Nacional
| Nº                   | Ministro                         | Assumiu o cargo  | Deixou o cargo   | Presidente                | Primeiro-Ministro       |
| -------------------- | -------------------------------- | ---------------- | ---------------- | ------------------------- | ----------------------- |
| 1                    | Marechal Peng Dehuai (1898–1974) | Setembro de 1954 | Abril de 1959    | Mao Zedong Liu Shaoqi     | Zhou Enlai              |
| 2                    | Marechal Lin Biao (1907–1971)    | Abril de 1959    | Setembro de 1971 | Liu Shaoqi cargo vago     | Zhou Enlai              |
| cargo vago 1971-1975 |                                  |                  |                  |                           |                         |
| 3                    | Mal. Ye Jianying (1897–1986)     | Janeiro de 1975  | Março de de 1978 | cargo vago cargo abolido  | Zhou Enlai Hua Guofeng  |
| 4                    | Mal. Xu Xiangqian (1901–1990)    | Março de 1978    | Março de 1981    | cargo abolido             | Hua Guofeng Zhao Ziyang |
| 5                    | Geng Biao (1909–2000)            | Março de 1981    | Junho de 1983    | Li Xiannian               | Zhao Ziyang             |
| 6                    | Gen. Zhang Aiping (1910–2003)    | Junho de 1983    | Março de 1988    | Li Xiannian               | Zhao Ziyang             |
| 7                    | Gen. Qin Jiwei (1914–1997)       | Março de 1988    | Março de 1993    | Yang Shangkun Jiang Zemin | Zhao Ziyang Li Peng     |
| 8                    | Gen. Chi Haotian (1929–)         | Março de 1993    | Março de 2003    | Jiang Zemin               | Zhu Rongji              |
| 9                    | Gen. Cao Gangchuan (1935–)       | Março de 2003    | 17 Março de 2008 | Hu Jintao                 | Wen Jiabao              |
| 10                   | Gen. Liang Guanglie (1940–)      | 17 Março de 2008 | 16 Março de 2013 | Hu Jintao                 | Wen Jiabao              |
| 11                   | Gen. Chang Wanquan (1949–)       | 16 Março de 2013 | 19 Março de 2018 | Xi Jinping                | Li Keqiang              |
| 12                   | Gen. Wei Fenghe (1954–)          | 19 Março de 2018 | No cargo         | Xi Jinping                | Li Keqiang              |